# Íon tropilium
Em química orgânica, o íon tropílio (em inglês e francês tropylium) é uma espécie aromática com fórmula [C7H7]+. Seu nome deriva da molécula tropano (nomeada por sua vez em relação à molécula atropina).
É um íon cíclico heptagonal, planar; possui 6 elétrons π (4n+ 2, onde n=1), o que satisfaz a regra de Hückel de aromaticidade. Pode coordenar-se como um ligante a átomos metálicos.
|                     |                           |                 |
| fórmula esquelética | modelo de bolas e varetas | modelo espacial |

A estrutura mostrada é um composto de sete contribuidores de ressonância, no qual cada carbono porta parte da carga positiva.